# Norsk Telegrambyrå
Norsk Telegrambyrå AS (NTB) ist die größte Nachrichtenagentur in Norwegen.
Det norske Telegrambureau wurde 1867 vom Dänen Alfred Fich im Auftrag des deutschen Nachrichtenbüros Wolffs Telegraphisches Bureau gegründet. Bis 1918 war die Agentur in wechselnder privater Hand und es fand eine enge Zusammenarbeit mit Wolffs statt, von denen bis dahin alle Auslandsnachrichten bezogen wurden. Ab 1868 war Fich vorerst alleiniger Inhaber der Agentur, bis 1878 Chamberlain Jens Gran zunächst Mitteilhaber wurde und wenig später die Nachrichtenagentur komplett übernahm. Dieser wiederum verkaufte 1888 das Unternehmen an Johan Christian Schlytter und dessen Schwiegersohn Tycho Kielland. Nach Tycho Kielland's Tod 1904 übernahm dessen Witwe Anna Kielland das Geschäft und führte es bis 1918.
Nach dem Ersten Weltkrieg wurde die Nachrichtenagentur dann von der AS Norsk Telegrambyrå gekauft, eine Gesellschaft die unter Beteiligung mehrerer norwegischer Zeitungsverlage gegründet worden war um die Agentur zu übernehmen und weiterzuentwickeln. Anfangs auf Nachrichten fokussiert, wurde der Service ab 1932 auch auf Bilder erweitert.
Heute befindet sich die Agentur im Besitz verschiedener norwegischer Medienhäuser wie Schibsted, Amedia, Norsk rikskringkasting (NRK) und weiteren kleineren Teilhabern. Der private Fernsehsender TV 2 beendete seine Zusammenarbeit mit dem Nachrichtenbüro im Jahr 2004. Das NTB verkauft seine Artikel neben den teilhabenden Medienanstalten auch an externe Organisationen, Betriebe und Behörden, die ein Abonnement eingegangen sind.
Die Agentur bietet einen Volldienst an, bedient mehr als 70 Tageszeitungen sowie die wichtigsten Radio-, TV- und Internetmedien des Landes. Zu NTB gehört auch Norwegens führende Bildagentur NTB Bilder og video.